# Die kleinen Detektive
Die kleinen Detektive (Originaltitel: Hue and Cry) ist ein von Erich Kästners Kinderroman Emil und die Detektive inspirierter, 1946 gedrehter britischer Spielfilm von Charles Crichton.

## Handlung
Die Geschichte spielt unter Jugendlichen in East London, das zum Teil noch stark von den Bombenabwürfen des Zweiten Weltkriegs gezeichnet ist. Der schmächtige Joe Kirby steht einer Jugend-„Bande“ namens „The Blood and Thunder Boys“ vor. Eines Tages liest er seinen Kumpels aus einem Heft der beliebten Comicreihe „The Trump“ vor, das er soeben gefunden hat. Ärgerlicherweise fehlt darin aber eine entscheidende Seite, und so bleibt Joe nichts anderes übrig, als eine komplette Ausgabe neu zu kaufen, um die Abenteuer des Comichelden Selwyn Pike weiterzuverfolgen. Joe ist bass erstaunt, als er feststellen muss, dass sich die Geschehnisse in „The Trump“ eins zu eins in seinem realen Leben erneut wiederholen. Eines Tages stößt er auch auf die im Büchlein geschilderten, beiden unheimlichen Männer, die gerade eine große Kiste in Mr. Jagos Pelzladen tragen. In Joes Phantasie, haben die beiden unheimlichen Typen in der Box eine Leiche versteckt. Mithilfe eines Freundes, der Jago ablenken soll, macht sich Joe auf die Suche nach dieser ominösen Kiste. Doch Jago erwischt ihn bei der Schnüffelei und ruft die Polizei. Dennoch belässt es Jago dabei und verzichtet auf eine Anzeige. Der Polizist Ford rät Joe, zukünftig seine Phantasien nicht allzu sehr ins Kraut schießen zu lassen. Um ihn von seinen „dummen“ Gedanken abzubringen, schickt Ford Joe zu einem Gemischtwarenhändler namens Mr. Nightingale, um bei diesem nach einer Arbeit nachzusuchen. Der findet Gefallen an Joes Phantasien und gibt ihm eine Beschäftigung.
Wenig später trifft sich Joe mit seinen jugendlichen Kumpels in ihrem Versteck in einem ausgebombten Londoner Gebäude. Die Jungs ziehen ihn wegen des Zwischenfalls mit Mr. Jago auf bis plötzlich einer der anderen Jungen sagt, dass auch er das Nummernschild dieser beiden schrägen Vögel gesehen habe, dasselbe Kfz-Zeichen GZ 4216, das Joe sah und das auch im Comic vorkommt. Nun kommt dies auch allen Anderen ziemlich merkwürdig vor, und man plant, den Autoren von „The Trump“, Mr. Felix Wilkinson, aufzusuchen, um etwas über die Hintergründe dieses merkwürdigen Zufalls zu erfahren. Joe und sein Kumpel Alec treffen Wilkinson und müssen feststellen, dass offensichtlich Manipulationen am Comic vorgenommen wurden, ohne dass Wilkinson davon ahnte. Der ist sehr überrascht und stellt fest, dass es sich wohl tatsächlich um sehr reale Verbrecher handelt, die seinen Comic als Codebuch missbrauchen, um untereinander Kontakt zu halten und Botschaften auszutauschen. Der etwas furchtsame Wilkinson will sich jedoch nicht einmischen und verweigert den Jungs seine Mithilfe. Joe geht zur Polizei und erzählt dort von seinen Beobachtungen, doch man nimmt ihn nicht ernst. Daraufhin begibt sich der Junge in die Redaktionsstube von „The Trump“, um vor Ort nachzuforschen, wie es zu den Zeichenmanipulationen in den Heftchen kommen konnte. In dem Mitarbeiter Norman findet er einen Vertrauten, der ihm zuhört, und gemeinsam versuchen sie die Entschlüsselung des geheimen Gangstercodes der nächsten Ausgabe. In der soll nämlich ein Gangster namens 'Tattoo Jack' den Überfall auf ein Kaufhaus in der Oxford Street planen. So halten sich die jugendlichen Detektive bereit, die realen Gangster im Warenhaus zu überraschen und gefangen zunehmen, doch die Polizei ist ihnen einen Tick voraus. Sie hat nämlichen einen anonymen Hinweis erhalten. Um sich nicht unangenehmen Fragen auszusetzen, türmen die Halbwüchsigen durch einen Kanaldeckel.
Als sich Norman mit Joe und seinen Anhängern wiedertreffen, erzählt der „Trump“-Angestellte von seiner Kollegin Rhona Davis, die sich verdächtig verhalte. Joe und seine Jungs folgen ihr bis nach Hause und fesseln sie. Joe ruft Mr. Nightingale an, der jedoch von dessen Aktion entsetzt ist und Miss Davis sofort wieder befreit. Einer der „The Blood and Thunder Boys“-Jungs stößt erneut auf das Fahrzeug der Ganoven mit dem Nummernschild aus dem Comic und kann sich in das Fahrzeug hineinschmuggeln. Er belauscht die Verbrecher und erfährt so, dass von ihnen gestohlene „heiße Ware“ zu Ballard’s Wharf gebracht werden soll. Da dieser Junge Mr. Nightingale nie persönlich kennen gelernt hat, kann er diesen, der sich als Anführer der Gangster entpuppt, auch nicht engtlarven. Erneut begibt sich Joe zu dem Comic-Schöpfer und bittet Mr. Wilkinson, eine „Trump“-Geschichte zu verfassen, in der alle Ganoven, die seinen Comic als Codebuch missbrauchen, zu Ballard’s Wharf beordert werden sollen. Am darauf folgenden Tag erzählt Joe Mr. Nightingale von seinem Plan, erkennt aber zu spät, dass er dem Falschen vertraut hat. Denn er sieht, dass an dem Auto der Nachtigall eben genau jenes Comic-Nummernschild GZ 4216 haftet. Nightingale und Rhonas Davis lesen derweil die neueste Trump-Geschichte durch. Der Gangsterchef muss erkennen, dass der kleine Detektiv, der ihm vom Polizisten Ford geschickt wurde, dabei ist, seine Pläne zu vermasseln, denn all seine Komplizen wurden zu Nightingales eigenem Lager geschickt.
Joe stöbert in Nightingales Lagerhalle herum und entdeckt dort gestohlene Pelze. Dabei wird er jedoch durch das Erscheinen Nightingales gestört. Nach und nach treffen, wie im Comic annonciert, auch die anderen Bandenganoven ein. Nightingale kennt jedoch nicht das abgemachte Passwort, da er den letzten Comic bislang noch nicht zu Ende lesen konnte, und so wird er von den eigenen Spießgesellen k. o. geschlagen. Diese machen sich nun auf nach Ballard’s Wharf, wo auf die Verbrecherbande bereits einige Hundert Jungs warten, die Joes Kumpane in der Zwischenzeit zusammengetrommelt hatten. Wieder bei Bewusstsein, versucht Mr. Nightingale mit einem Kleintransporter zu entkommen, doch Joe springt auf das Fahrzeug und verursacht dadurch einen Unfall. Nightingale springt aus seinem Minivan und versucht, sich in einer Bombenruine zu verstecken. Joe rennt ihm hinterher, und beide prügeln sich. Dabei gerät der Oberschurke ins Straucheln und schickt sich durch den nachfolgenden Sturz selbst ins Reich der Träume. In diesem Moment erscheint auch schon die Polizei.

## Produktionsnotizen
Die mit humorigen Untertönen nacherzählte Detektivgeschichte Die kleinen Detektive gilt als erste klassische Ealing-Komödie. Der Film entstand 1946 und wurde am 25. Februar 1947 uraufgeführt. Die deutsche Erstaufführung erfolgte am 4. März 1949, am 26. Dezember 1963 erlebte der Streifen im ZDF seine deutsche Fernsehpremiere.
Henry Cornelius hatte die Produktionsleitung (associate producer), die Bauten entwarf Norman G. Arnold. Seth Holt arbeitete als Schnittassistent, Monty Berman war einer von mehreren einfachen Kameraleuten, die unter Douglas Slocombes Chefkamera wirkten.

## Kritiken
„Die erste ‚Ealing Komödie‘ setzt lebendige Londoner Schauplätze für eine handfeste komische Handlung ein mit einem Höhepunkt, in dem die Verbrecher von Tausenden von Jungs, die in das Hafenviertel hereinströmen, eingekesselt werden.“

„Ein großer Spaß.“

„Erfrischende, einfallsreich inszenierte Detektivkomödie mit Witz und Spannung, die entfernt an Kästners ‚Emil und die Detektive‘ erinnert.“